# Valeria de Paiva
Valeria de Paiva (portuguès: Valeria Correa Vaz de Paiva)  (Pouso Alegre, 13 de juny de 1959) és una matemàtica brasilera, lògica, i científica informàtica.
La seva feina inclou recerca en aproximacions lògiques a la computació, per a la què utilitza especialment la teoria de categories, les representacions del coneixement i les semàntiques de llenguatge natural i programació funcional amb especial atenció als fonaments i les teories de tipus.

## Educació
De Paiva va obtindre el grau en matemàtiques el 1982, el màster el 1984 (en àlgebra abstracta) i va completar el doctorat a la Universitat de Cambridge el 1988, sota la supervisió de Martin Hyland. La seva tesi va introduir els Espais de Dialèctica, una manera categòrica de construir models de lògica lineal.

## Carrera i recerca
Va treballar nou anys a PARC en Palo Alto, Califòrnia, i també va treballar al Rearden Commerce and Cuil abans d'entrar a Nuance. És investigadora honorífica en ciències de la computació a la Universitat de Birmingham. És actualment membre del Consell de la Divisió per a la Lògica, Metodologia i Filosofia de la Ciència i la Tecnologia de la Unió Internacional d'Història i Filosofia de la Ciència i la Tecnologia (2020-2023).

### Publicacions destacades
- Term Assignment for Intuitionistic Linear Logic. (with Benton, Bierman and Hyland). Technical Report 262, University of Cambridge Computer Laboratory. Agost 1992.
- Lineales. (with J.M.E. Hyland) En "O que nos faz pensar" Special number in Logic of "Cadernos do Dept. de Filosofia da PUC", Pontificial Catholic University of Rio de Janeiro, Abril 1991.
- A Dialectica-like Model of Linear Logic. En Proceedings of Category Theory and Computer Science, Manchester, UK, Setembre 1989. Springer-Verlag LNCS 389 (eds. D. Pitt, D. Rydeheard, P. Dybjer, A. Pitts i A. Poigne).
- The Dialectica Categories. En Proc of Categories in Computer Science and Logic, Boulder, CO, 1987. Contemporary Mathematics, vol 92, American Mathematical Society, 1989 (eds. J. Gray i A. Scedrov)